# Queensland-Röhrennasenflughund

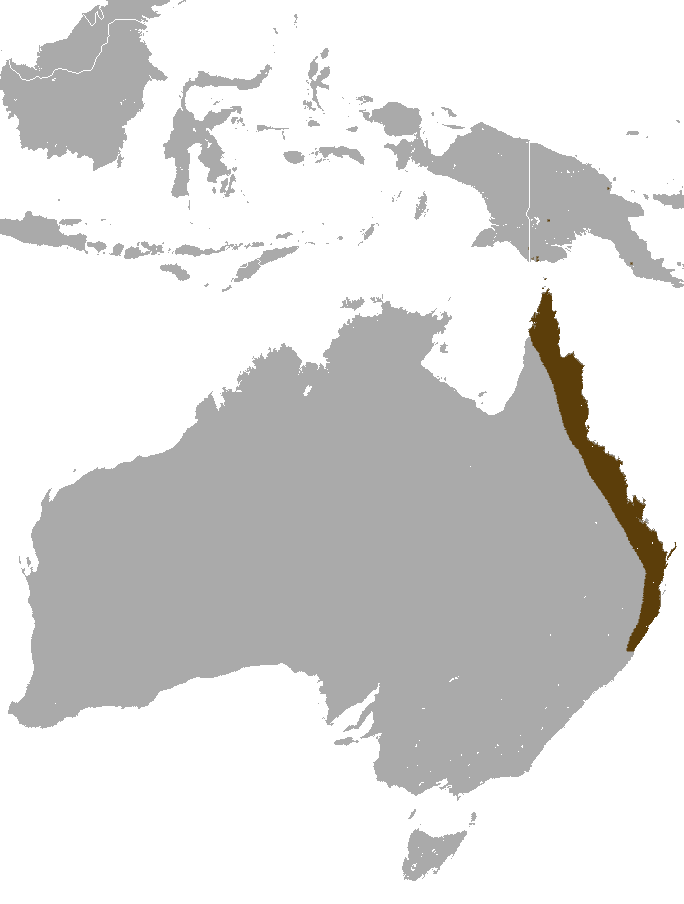
Verbreitungsgebiet des Queensland-Röhrennasenflughundes

Der Queensland-Röhrennasenflughund (Nyctimene robinsoni) ist ein im östlichen Australien verbreitetes Fledertier in der Unterfamilie der Röhrennasenflughunde. Das Typusexemplar stammt aus der Umgebung von Cooktown.

## Merkmale
Die Kopf-Rumpf-Länge liegt bei 83 bis 93 mm, der Schwanz ist 21 bis 24 mm lang und das Gewicht beträgt 42 bis 59 g. Die Art hat 65 bis 69 mm lange Unterarme und fast 16 bis 19,5 mm lange Ohren. Wie bei anderen Gattungsvertretern ist das Gesicht durch rohrförmige Nasenlöcher und breite, zugespitzte Ohren gekennzeichnet. Letztere sind hellbraun mit einigen gelben bis gelbgrünen Punkten. Die Iris der großen Augen ist bernsteinfarben. Auf der Oberseite ist graubraunes bis rotbraunes Fell mit einem schmalen dunkelbraunen Aalstrich vorhanden. Die Unterseite ist von hellerem Fell bedeckt. Der Queensland-Röhrennasenflughund hat dunkelbraune Flügel mit unregelmäßig verteilten gelben Flecken, die an den Fingern häufiger auftreten. Die Art besitzt einen schwarzen Schwanz und eine Kralle am zweiten Finger. Im Unterkiefer sind anstelle von Schneidezähnen lange Eckzähne vorhanden. Typisch sind breite, abgerundete molare Zähne im Unterkiefer.

## Verbreitung
Das Verbreitungsgebiet streckt sich entlang der australischen Küste von der Kap-York-Halbinsel über das östliche Queensland bis in den Nordosten von New South Wales. Die Art lebt im Flachland und in Gebirgen bis 1200 Meter Höhe. Sie hält sich in Regenwäldern, in Galeriewäldern, in Wäldern mit Hartlaubvegetation sowie in trockenen Wäldern auf.

## Lebensweise
Meist ruhen die Tiere einzeln im Blattwerk oder in Kletterpflanzen, wobei kleine Gruppen mit bis zu drei Mitgliedern möglich sind. Die Nahrungssuche findet in Bodennähe und im Umfeld der Baumkronen statt. Der Queensland-Röhrennasenflughund frisst unterschiedliche Früchte und Blumen. Manchmal liegt das Gewicht der zum Versteck getragenen Früchte bei der Hälfte des Körpergewichts des Flughundes. Die Nahrung findet er hauptsächlich in Wäldern und selten in angepflanzten Bäumen. Durch sein Verhalten ist der Flughund bedeutend für die Verbreitung von Pflanzensamen. Die Art wechselt den Schlafplatz öfter, auch wenn sie keine längeren Wanderungen unternimmt. In kleinen Käfigen gehaltene Exemplare waren aggressiv zueinander. Die Tiere sind nachtaktiv und nehmen selten an sehr heißen Tagen einen Starrezustand (Torpor) ein.
Die Geburt der Nachkommen erfolgt zwischen Oktober und Dezember nach 3 bis 3,5 Monaten Trächtigkeit. Selten sind Weibchen bis zu 7 Monate trächtig. Bei säugenden Weibchen ist die Unterseite rosa gefärbt. Jungtiere werden eine längere, jedoch nicht genau dokumentierte Zeit gesäugt. Das flugunfähige Jungtier wird von der Mutter getragen.

## Gefährdung
Die Umwandlung der Wälder in Kulturlandschaften und Brände wirken sich negativ auf den Bestand aus. Bei Temperaturen ab 42 °C sterben sehr viele Exemplare in der Hitze. Der Queensland-Röhrennasenflughund hat vermutlich eine große Gesamtpopulation und im Verbreitungsgebiet existieren mehrere Schutzzonen. Die IUCN listet die Art als nicht gefährdet (least concern).